# Щасливі невдахи
«Щасливі невдахи» (фр. Le Grand Bain, досл. «Велике купання») — французька кінокомедія 2018 року режисера Жиля Лелуша. Це четверта його режисерська робота. Фільм знято кіностудією StudioCanal. Стрічка взяла участь у позаконкурсній програмі 71-го Каннського кінофестивалю.

## Синопсис
У кожного з нас рано чи пізно в життя приходить чорна смуга. Ну точно в усіх був такий час, коли зовсім нічого не виходило, думали, що все завжди буде погано і коли просто опускалися руки. Ось саме в таку ситуацію потрапив чоловік середніх років на ім'я Бертран. Але у нього цей стан ще хоч якось можна пояснити – це через вік. Депресія прийшла до нього непомітно та ні за що не відпустить просто так. Чоловік вирішив стати частиною команди з синхронного плавання з таких же невдах. У всіх різні проблеми, різні бажання, але разом вони – сила. Так ці диваки ще й вирішили подати заявку на чемпіонат світу.

## Акторський склад
| Актор                   | Роль                                             |
| ----------------------- | ------------------------------------------------ |
| Матьє Амальрік          | Бертран (безробітний, колишній продавець меблів) |
| Гійом Кане              | Лоран (директор на металургійному комбінаті)     |
| Бенуа Пульворд          | Маркус (директор магазину басейнів)              |
| Жан-Юг Англад           | Сімон (музикант)                                 |
| Філіпп Катрін           | Тьєррі (чистильник басейнів)                     |
| Тамілчелван Баласінгхам | Аваніш                                           |
| Албан Іванов            | Базіле                                           |
| Фелікс Моаті            | Джон                                             |
| Вірджинія Ефіра         | Дельфін (тренер)                                 |
| Лейла Бехті             | Аманда (тренер)                                  |
| Марина Фоїс             | Клер (дружина Бертрана)                          |
| Мелані Дутей            | Клем (сестра Клер, одружена з Тібо)              |
| Ной Абіта               | Лола (дочка Сімона)                              |
| Клер Надо               | мати Лорана (страждає біполярним розладом)       |
| Еріка Сейнт             | Діана (дружина Лорана)                           |
| Жонатан Заккаї          | Тібо (директор магазину меблів)                  |
| Вірджил Брамлі          | Мед Дельфін                                      |
| Карім Адда              | гала-ведучий                                     |

## Нагороди та номінації
| Список нагород та номінацій | Список нагород та номінацій | Список нагород та номінацій     | Список нагород та номінацій                   | Список нагород та номінацій | Список нагород та номінацій |
| Кінофестиваль/Кінопремія    | Рік                         | Категорія                       | Номінант(и)                                   | Результат                   | Дж                          |
| --------------------------- | --------------------------- | ------------------------------- | --------------------------------------------- | --------------------------- | --------------------------- |
| Премія «Кришталевий глобус» | 5.02.2019                   | Найкращий комедійний фільм      | Щасливі невдахи                               | Перемога                    | [ 6 ]                       |
| Премія «Кришталевий глобус» | 5.02.2019                   | Найкращий комедійний актор      | Філіпп Катрін                                 | Перемога                    | [ 6 ]                       |
| Премія «Кришталевий глобус» | 5.02.2019                   | Найкращий комедійний актор      | Бенуа Пульворд                                | Номінація                   | [ 6 ]                       |
| Премія «Сезар»              | 22.02.2019                  | Найкращий фільм                 | Щасливі невдахи                               | Номінація                   | [ 7 ] [ 8 ]                 |
| Премія «Сезар»              | 22.02.2019                  | Найкраща режисерська робота     | Жиль Лелуш                                    | Номінація                   | [ 7 ] [ 8 ]                 |
| Премія «Сезар»              | 22.02.2019                  | Найкращий актор другого плану   | Жан-Юг Англад                                 | Номінація                   | [ 7 ] [ 8 ]                 |
| Премія «Сезар»              | 22.02.2019                  | Найкращий актор другого плану   | Філіпп Катрін                                 | Перемога                    | [ 7 ] [ 8 ]                 |
| Премія «Сезар»              | 22.02.2019                  | Найкраща акторка другого плану  | Лейла Бехті                                   | Номінація                   | [ 7 ] [ 8 ]                 |
| Премія «Сезар»              | 22.02.2019                  | Найкраща акторка другого плану  | Вірджинія Ефіра                               | Номінація                   | [ 7 ] [ 8 ]                 |
| Премія «Сезар»              | 22.02.2019                  | Найкращий оригінальний сценарій | Жиль Лелуш, Ахмед Гаміді та Жульєн Ламброшіні | Номінація                   | [ 7 ] [ 8 ]                 |
| Премія «Сезар»              | 22.02.2019                  | Найкращий монтаж                | Симон Жаке                                    | Номінація                   | [ 7 ] [ 8 ]                 |
| Премія «Сезар»              | 22.02.2019                  | Найкраща операторська робота    | Лоран Тангі                                   | Номінація                   | [ 7 ] [ 8 ]                 |
| Премія «Сезар»              | 22.02.2019                  | Найкращий звук                  | Седрік Делоше, Ґвеннол Ле Борне та Марк Доїн  | Номінація                   | [ 7 ] [ 8 ]                 |